# Eimeriidae
Eimeriidae es una familia de parásitos del infrafilo Apicomplexa, está compuesta por 18 géneros.

## Géneros
- Alveocystis Bel'tenev, 1980
- Atoxoplasma Garnham, 1950
- Barrouxia Schneider, 1885
- Caryospora Léger, 1904
- Cyclospora Schneider, 1881
- Diaspora Léger, 1898
- Dorisa Levine, 1979
- Eimeria Schneider, 1875
- Epieimeria Dyková & Lom, 1981
- Gousseffia Levine & Ivens, 1979
- Hoarella Arcay de Peraza, 1963
- Isospora Schneider, 1881
- Mantonella Vincent, 1936
- Octosporella Ray & Ragavachari, 1942
- Pfeifferinella von Wasielewski, 1904
- Polysporella McQuistion, 1990
- Pythonella Ray & Das Gupta, 1937
- Sivatoshella Ray & Sarkar, 1968